# Cutter (Arizona)
Cutter es un lugar designado por el censo ubicado en el condado de Gila en el estado estadounidense de Arizona. En el Censo de 2010 tenía una población de 74 habitantes y una densidad poblacional de 34,59 personas por km².

## Geografía
Cutter se encuentra ubicado en las coordenadas 33°21′30″N 110°39′34″O / 33.35833, -110.65944. Según la Oficina del Censo de los Estados Unidos, Cutter tiene una superficie total de 2.14 km², de la cual 2.14 km² corresponden a tierra firme y (0%) 0 km² es agua.

## Demografía
Según el censo de 2010, había 74 personas residiendo en Cutter. La densidad de población era de 34,59 hab./km². De los 74 habitantes, Cutter estaba compuesto por el 4.05% blancos, el 0% eran afroamericanos, el 93.24% eran amerindios, el 0% eran asiáticos, el 0% eran isleños del Pacífico, el 0% eran de otras razas y el 2.7% pertenecían a dos o más razas. Del total de la población el 17.57% eran hispanos o latinos de cualquier raza.